# Langaj jezik
Langaj jezik (langay; ISO 639-3: hvc), jedan od tri jezika koji se govori na Haitima. Koristi se jedino kao drugi jezik u religiozne svrhe, plesu i pjesmi. Osim nešto haićanskih riječi ostale su većinom afričkog ili američkog indijanskog porijekla. 
Broj govornika nije poznat. Vodi se kao neklasificiran.

## Vanjske poveznice
- Ethnologue (14th)
- Ethnologue (15th)